# Serie A 1937-1938 (pallacanestro maschile)
Il campionato italiano maschile di pallacanestro 1937-1938 rappresenta la diciottesima edizione del massimo campionato italiano di pallacanestro. La vittoria valeva due punti, la sconfitta uno.
La massima serie viene ristrutturata: i due gironi del campionato 1936-1937 vengono unificati. Le dieci squadre superstiti si affrontano in un girone all'italiana, con partite d'andata e ritorno. Con la rinuncia della S.G. Roma, viene riammesso il GUF Firenze. A metà del girone di ritorno il campionato subisce una interruzione non programmata per oltre un mese a causa di impegni della nazionale, di amichevoli internazionali e giochi organizzati dal regime fascista, alla ripresa il GUF Padova si ritira per protesta, in base al regolamento dell'epoca vennero considerati validi ai fini della classifica solo i risultati del girone di andata. 
Lo scudetto se lo aggiudica per la terza volta consecutiva il Dop.Borletti Olimpia Milano, staccando nettamente Virtus Bologna e La Filotecnica di Milano.

## Classifica
|  |     | classifica finale 1937-1938 | Pt   | G  | V  | P  | PtF | PtS |
|  | --- | --------------------------- | ---- | -- | -- | -- | --- | --- |
|  | 1.  | Dop.Borletti Olimpia Milano | 32   | 17 | 15 | 2  | 827 | 514 |
|  | 2.  | Virtus Bologna              | 29   | 17 | 12 | 5  | 742 | 562 |
|  | 3.  | Dop.La Filotecnica Milano   | 28   | 17 | 11 | 6  | 595 | 588 |
|  | 4.  | Ginnastica Triestina        | 27** | 17 | 11 | 6  | 669 | 528 |
|  | 5.  | Reyer Venezia               | 26   | 17 | 9  | 8  | 603 | 607 |
|  | 6.  | Lazio Roma                  | 26   | 17 | 9  | 8  | 598 | 651 |
|  | 7.  | GUF Pavia                   | 23   | 17 | 6  | 11 | 552 | 642 |
|  | 8.  | Pallacanestro Napoli        | 22   | 17 | 5  | 12 | 448 | 523 |
|  | 9.  | GUF Firenze                 | 18   | 17 | 1  | 16 | 448 | 734 |
|  | --- | GUF Padova*                 | -    | -  | -  | -  | -   | -   |

* GUF Padova ritirata
** 1 punto di penalizzazione per rinuncia

## Calendario e risultati
| Prima giornata |                            |              |
| 12 dic. 1937   |                            | 20 feb. 1938 |
| 33-45          | Reyer-Borletti             | 28-63        |
| 12-44          | Guf Firenze-Virtus Bologna | 39-57        |
| 38-33          | Filotecnica-Triestina      | 41-36        |
| 33-28          | Guf Padova-Guf Pavia       | n.v.         |
| 22-41          | Pallacanestro Napoli-Lazio | 26-35        |

| Quarta giornata |                        |              |
| 2 gen. 1938     |                        | 13 mar. 1938 |
| 21-34           | Lazio-Filotecnica      | 40-50        |
| 43-21           | Reyer-Guf Firenze      | 25-47        |
| 25-29           | Pall. Napoli-Triestina | 25-20        |
| 82-30           | Borletti-Guf Padova    | n.v.         |
| 45-31           | Virtus-Guf Pavia       | 32-30        |

| Settima giornata |                        |             |
| 30º gen. 1938    |                        | 5 giu. 1938 |
| 38-54            | Virtus-Borletti        | 26-34       |
| 44-27            | Triestina-Lazio        | 37-38       |
| 38-28            | Filotecnica-Napoli     | 29-22       |
| 32-25            | Guf Padova-Guf Firenze | n.v.        |
| 34-21            | Guf Pavia-Reyer        | 24-40       |

| Seconda giornata |                               |              |
| 19 dic. 1937     |                               | 27 feb. 1938 |
| 45-26            | Lazio-Guf Firenze             | 37-36        |
| 37-25            | Borletti-Pallacanestro Napoli | 20-23        |
| 50-47            | Triestina-Reyer               | 44-35        |
| 65-27            | Virtus-Guf Padova             | n.v.         |
| 35-33            | Guf Pavia - Filotecnica       | 20-27        |

| Quinta giornata |                          |             |
| 9 gen. 1938     |                          | 3 apr. 1938 |
| 39-44           | Guf Firenze-Pall. Napoli | 14-22       |
| 25-37           | Guf Padova-Reyer         | n.v.        |
| 45-34           | Triestina-Virtus         | 26-48       |
| 32-24           | Guf Pavia-Lazio          | 46-69       |
| 33-48           | Filotecnica-Borletti     | 35-42       |

| Ottava giornata |                         |              |
| 6 feb. 1938     |                         | 12 giu. 1938 |
| 38-39           | Guf Firenze-Filotecnica | 9-21         |
| 19-20           | Pall. Napoli-Guf Pavia  | 27-29        |
| 46-28           | Borletti-Lazio          | 69-31        |
| 33-23           | Triestina- Guf Padova   | n.v.         |
| 34-48           | Reyer-Virtus            | 45-44        |

| Terza giornata |                      |             |
| 26 dic. 1937   |                      | 6 mar. 1938 |
| 32-63          | Guf Firenze-Borletti | 29-67       |
| 58-33          | Triestina-Guf Pavia  | 48-40       |
| 19-24          | Pall. Napoli-Reyer   | 33-43       |
| 34-39          | Filotecnica-Virtus   | 35-59       |
| 25-31          | Guf Padova-Lazio     | n.v.        |

| Sesta giornata |                         |              |
| 23 gen. 1938   |                         | 29 mag. 1938 |
| 35-32          | Lazio-Virtus            | 37-54        |
| 42-28          | Reyer-Filotecnica       | 34-23        |
| 45-28          | Pall. Napoli-Guf Padova | n.v.         |
| 73-31          | Borletti-Guf Pavia      | 48-46        |
| 20-47          | Guf Firenze-Triestina   | 18-78        |

| Nona giornata |                        |              |
| 13 feb. 1938  |                        | 19 giu. 1938 |
| 27-25         | Lazio-Reyer            | 32-47        |
| 46-34         | Triestina-Borletti     | 0-2          |
| 32-28         | Virtus-Pall. Napoli    | 45-15        |
| 55-45         | Filotecnica-Guf Padova | n.v.         |
| 28-24         | Guf Pavia-Guf Firenze  | 47-19        |

## Verdetti
- Campione d'Italia:  Borletti Milano

Formazione: Egidio Bianchi, Franco Brusoni, Cesare Canetta, Enrico Castelli, Camillo Marinone, Sergio Paganella, Mino Pasquini. Allenatore: Giannino Valli.
- Retrocesse in serie B: GUF Firenze, GUF Padova.